# Poliolais lopezi
Poliolais lopezi é uma espécie de ave da família Cisticolidae.
Pode ser encontrada nos seguintes países: Camarões, Guiné Equatorial e Nigéria.
Os seus habitats naturais são: regiões subtropicais ou tropicais húmidas de alta altitude.
Está ameaçada por perda de habitat.